# RabbitMQ
RabbitMQ est un logiciel d'agent de messages open source qui met en œuvre le protocole Advanced Message Queuing (AMQP), mais aussi avec des plugins Streaming Text Oriented Messaging Protocol (STOMP) et Message Queuing Telemetry Transport (MQTT). Le serveur RabbitMQ est écrit dans le langage de programmation Erlang.

## Historique
RabbitMQ fut initialement développé par Rabbit Technologies Ltd., une société créée conjointement par LShift et CohesiveFT en 2007, avant d'être acquis en avril 2010 par SpringSource (en), une division de VMware.
En mai 2013, il incorpora Pivotal Software.
En 2018, il est utilisé dans plus de 35 000 entreprises.

## Composants
Le projet est constitué de :
- Un serveur d'échange RabbitMQ.
- Des passerelles pour protocoles AMQP, HTTP, STOMP, et MQTT.
- Des bibliothèques de client AMQP pour Java, .NET Framework, et Erlang (mais d'autres ont été développés par des tiers).
- Une plateforme de module d'extension avec une collection prédéfinie, incluant :
  - "Shovel" : réplication de messages entre les agents de messages.
  - "Federation" : partage de messages entre les agents (au niveau exchange).
  - "Management" : surveillance et contrôle des agents et de leurs groupes.

## Exemples d'utilisation

### Python
Cette section propose des exemples de programmes écrits en Python pour l'envoi et la réception de messages à l'aide d'une file d'attente.

#### Envoi
Envoi d'un message dans une queue :
```
#!/usr/bin/env python

import
 
pika

connection
 
=
 
pika
.
BlockingConnection
(
pika
.
ConnectionParameters
(
host
=
'localhost'
))

channel
 
=
 
connection
.
channel
()

channel
.
queue_declare
(
queue
=
'hello'
)

channel
.
basic_publish
(
exchange
=
''
,
 
routing_key
=
'hello'
,
 
body
=
'Hello World!'
)

print
(
" [x] Sent 'Hello World!'"
)

connection
.
close
()

```

#### Réception
Réception du message :
```
#!/usr/bin/env python

import
 
pika

connection
 
=
 
pika
.
BlockingConnection
(
pika
.
ConnectionParameters
(
host
=
'localhost'
))

channel
 
=
 
connection
.
channel
()

channel
.
queue_declare
(
queue
=
'hello'
)

print
(
' [*] Waiting for messages. To exit press CTRL+C'
)

def
 
callback
(
ch
,
 
method
,
 
properties
,
 
body
):

    
print
(
" [x] Received 
%r
"
 
%
 
body
)

channel
.
basic_consume
(
callback
,
 
queue
=
'hello'
,
 
no_ack
=
True
)

channel
.
start_consuming
()

```

### PHP

#### Producteur
L'exemple suivant envoie un message JSON directement dans une queue, sans passer par un bus d'échange.
```
// Création d'une queue persistante où empiler les messages :

$channel
->
queue_declare
(
'ma_queue_1'
,
 
false
,
 
true
,
 
false
,
 
false
);

// Création du message

$message
 
=
 
new
 
AMQPMessage
(
'Hello World!'
);

// Envoi du message dans la queue

$channel
->
basic_publish
(
json_encode
(
$message
),
 
''
,
 
'ma_queue_1'
);

```

#### Consommateur
```
// Fonction de traitement de chaque message

$callback
 
=
 
function
 
(
$message
)
 
{

  
var_dump
(
$message
);

};

// Récupération du message de la queue (ce qui le supprime)

$channel
->
basic_consume
(
'ma_queue_1'
,
 
''
,
 
false
,
 
true
,
 
false
,
 
false
,
 
$callback
);

```